# Rosta egnahem

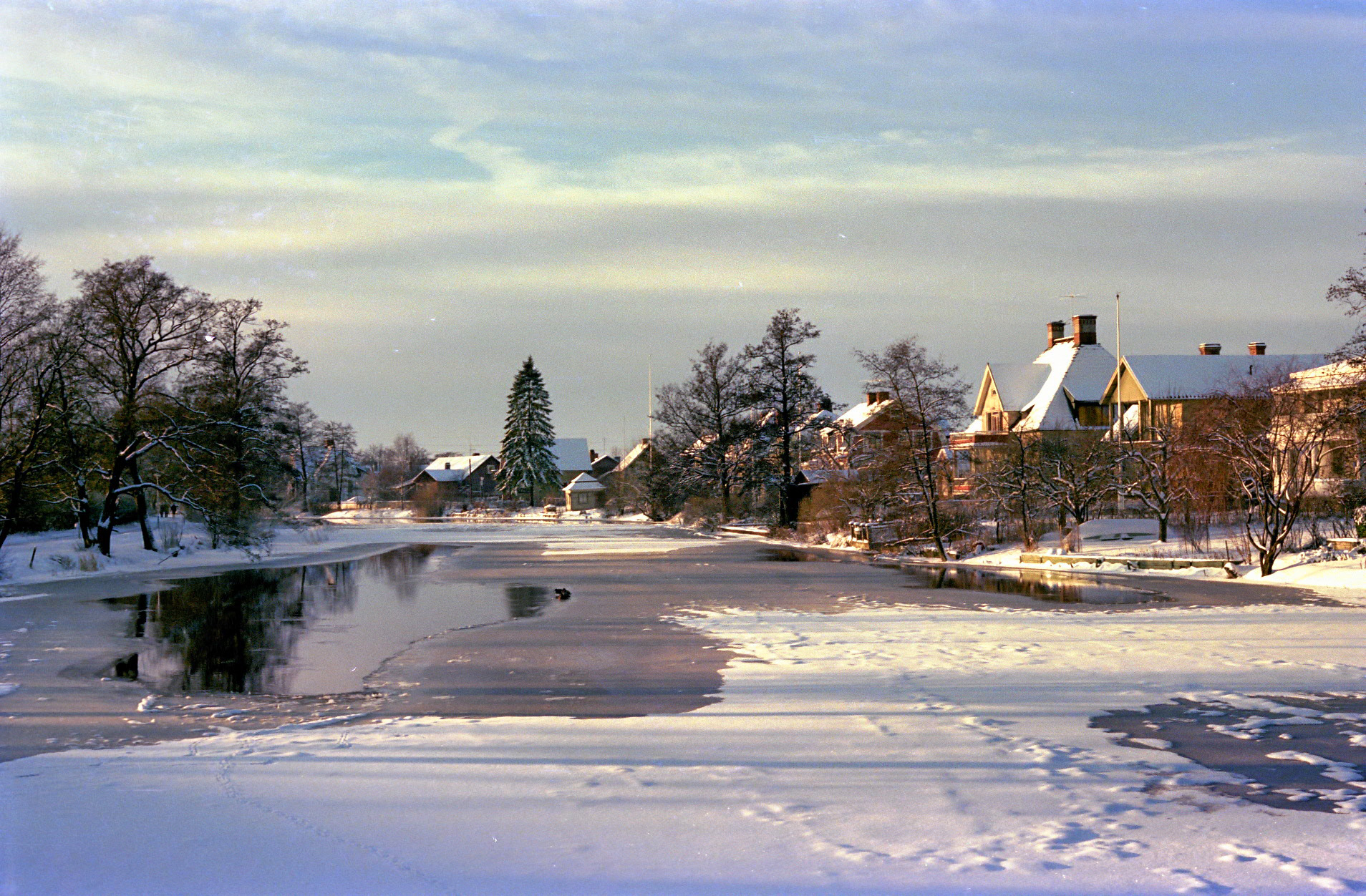
Svartån och en del av husen vid Rosta Strand i Rosta egnahem.

Rosta egnahem är ett område i västra Örebro, norr om Svartån, söder om Hagagatan/Rosta, öster om Åbyverket och väster om västra stadsdelen. Före 1937 tillhörde området Längbro landskommun.
Området består av större villor från början av 1900-talet närmast ån, samt kollektiv- och radhus från 1950-talet längre in. Området delar kommunal och kommersiell service med Rosta. Vid Rosta Strand kan cyklister och fotgängare via Hängbron komma över Svartån till Örnsro och Aspholmen.
Området består av gatorna Rosta Strand, Björkallén, Kolonivägen Bågvägen och Bygdevägen.
Egnahemsrörelser bildades på flera håll i Sverige i början av 1900-talet. Hagaby i norra stadsdelen var det första egnahemsområdet i Örebro år 1904. Rosta var det andra egnahemsområdet i Örebro. Det anlades av Föreningen Egna Hem i Motala. Marken avstyckades från Rosta gård. Byggnationen började år 1906. Området fick 62 tomter, och idag är alla utom en bebyggda.